# Brachiozoa
Brachiozoa (též ramenonožci v širším smyslu nebo chapadlovci v užším smyslu, tedy bez mechovců) je taxon prvoústých živočichů zahrnující chapadlovky a ramenonožce. Jejich vzájemné vztahy jsou nejasné. Podle molekulárních analýz se dělí na tři skupiny: Inarticulata, chapadlovky (Phoronida) a opornatky (Rhynchonelliformea), přičemž inartikuláta a chapadlovky jsou příbuznější; oproti tomu kombinované morfologicko - molekulární studie preferují chapadlovky jako sesterskou skupinu ramenonožců.

## Charakteristika
Hlavními společnými znaky jsou monociliátní pokožkové buňky, radiální rýhování a lofofor.
Nápadný znak je schránka z uhličitanu vápenatého či fosforečnanů, u chapadlovek buď druhotně ztracenou, nebo nikdy nevytvořenou. Trávicí dutina má, jako u ostatních lofotrochozoí, tvar U, u některých ramenonožců je ovšem slepá.
Žijí přisedle na mořském dně pomocí stvolu, filtrují mikroskopickou potravu (plankton, organické zbytky).
Společný předek brachiozoí zřejmě měl schránku, ale pouze organickou (mineralizace schránky tedy proběhla několikrát nezávisle).